# کیکو کیتاگاوا
کیکو کیتاگاوا (انگلیسی: Keiko Kitagawa؛ زاده ۲۲ اوت ۱۹۸۶) هنرپیشه و مانکن ژاپنی است.
از فیلم‌هایی که وی در آن نقش داشته‌است، می‌توان سریع و خشمگین: توکیو دریفت را نام برد.